# Manuel Leite da Silva
Manuel Leite da Silva (Penedo, c. 1694 — Garanhuns, 03 de janeiro de 1791) foi um nobre, político, militar e latifundiário do Brasil Colonial. É considerado o fundador da cidade de Pedra.

## Biografia
Nascido por volta de 1694 e falecido com avançada idade à 03 de janeiro de 1791, Manuel Leite da Silva era filho de Bento Leite de Oliveira, fidalgo português natural das proximidades de Guimarães, radicado na Capitania de Pernambuco durante a segunda metade do século XVII, e de sua esposa, Inocência da Silva Cavalcanti. Portanto, era neto materno de Manuel Ferreira da Silva, português conhecido como "o Carapuça de Onça", capitão de ordenanças, e de sua esposa, Ana Potência de Brito Cavalcanti, descendente dos Holanda e dos Cavalcanti.
Manuel Leite da Silva ocupou os postos de capitão-mor e Comandante-Regente de Ararobá. Considerado o fundador da cidade de Pedra, foi escolhido vereador por ocasião da inauguração da vila de Cimbres (em 03 de março de 1762), assumindo, em 1770, a presidência do Senado da Câmara e o cargo de juiz ordinário. Construtor de mundos no deserto de Borborema, os motivos que o teriam levado a se estabelecer nos sertões são alvos de diversas especulações, dentre as quais inclui-se a de lá se ter refugiado após a derrota na Guerra dos Mascates, pois, como integrante da nobreza da terra, teria se aliado à Bernardo Vieira de Melo e ao seu grupo simpatizante do movimento republicanista-aristocrático de 1710. 
Abastado proprietário rural, possuiu a grande Fazenda Pedra de Puxinanã, para a criação de gado, a qual passou a se denominar, após alguns anos, Conceição da Pedra, onde foi fundado o atual município de Pedra.

## Genealogia
Casado com Maria Cavalcanti de Albuquerque, sua parente, filha de Manuel de Araújo Cavalcanti, capitão de cavalos da freguesia da Várzea, e de Brásia Cavalcanti Bezerra. Neta paterna de Bernardino de Araújo Pereira, capitão de cavalos da freguesia de Ipojuca e Irmão da Misericórdia de Olinda, e de Úrsula Cavalcanti de Albuquerque. Neta materna de Cosme Bezerra Monteiro, Irmão da Misericórdia de Olinda, e de Leonarda Cavalcanti de Albuquerque. Descendente, portanto, de Arnau de Holanda, Filippo Cavalcanti, Jerônimo de Albuquerque, Domingos Bezerra Felpa de Barbuda, Branca Dias, Diogo Fernandes Santiago, Belchior da Rosa, Brites Mendes de Vasconcelos, Muira Ubi, dentre tantos outros. Desse casamento, nasceram:
- Inocência da Silva Cavalcanti. Casada com seu primo, o Coronel Teotônio Monteiro da Rocha, juiz ordinário de Ararobá, filho do fidalgo português Manuel Monteiro da Rocha, capitão-mor e juiz ordinário de Ararobá na primeira metade do século XVIII, e de Francisca Leite de Oliveira, irmã de Manuel Leite da Silva. Com sucessão.
- Manuel Leite Cavalcanti, capitão comandante das ordenanças, proprietário da Fazenda Riacho do Cordeiro, em Pedra. Casado com sua parente, Maria Filipa Cavalcanti, filha de Antônio de Carvalho Cavalcanti de Andrada e de Jerônima Luzia Paes Barreto de Albuquerque. Com sucessão.
- Luís Cavalcanti de Albuquerque, capitão comandante das ordenanças e juiz ordinário de Ararobá, proprietário da Fazenda Campo Limpo, em Cimbres. Casado com Maria Teresa da Soledade, irmã de Dom Francisco Ferreira da Silva. Com sucessão.
- Maria das Montanhas Cavalcanti. Casada com o Capitão José Fernandes Tenório de Albuquerque, abastado proprietário das Fazendas Santo Antônio das Varzinhas e Santa Rosa, ambas em Águas Belas, filho de José Fernandes Nogueira e de Ana Tenório, como bisneto do nobre espanhol Don Juan Tenorio de Molina. Com sucessão nas famílias Tenório Cavalcanti e Tenório de Albuquerque.
- Lourenço Bezerra Cavalcanti, capitão comandante das ordenanças, proprietário das Fazendas Panelas, Santo Antônio, Gameleira, Pico, Pombas, Bacú e Santa Quitéria, na ribeira do Ipanema. Casado com sua parente, Ana José Joaquina Cavalcanti,  filha de Antônio de Carvalho Cavalcanti de Andrada e de Jerônima Luzia Paes Barreto de Albuquerque. Com sucessão.
- Leonardo Bezerra Cavalcanti, capitão comandante das ordenanças, Irmão dos Santos Lugares de Jerusalém, Irmão de Nossa Senhora do Amparo da cidade de Olinda e Irmão Terceiro do Patriarca São Francisco do Recife. Proprietário da Fazenda Caraíba, na Ribeira do Cordeiro, e de outras terras em Buique, da Fazenda Perí-Perí, em Pedra, e das Fazendas Sapucaia e Saco do Tapuia, em Garanhuns. Casado com Catarina de Alexandria Pessoa, filha de Manuel Camelo de Sá e de Luísa Lins da Rocha, descendente dos alemães Gaspar Wanderley e de Cibaldo Lins. Com sucessão.
- Bento Leite Cavalcanti. Casado com Luzia Tenório, filha de José Fernandes Nogueira e de Ana Tenório. Com sucessão.
- Josefa Leite Cavalcanti, solteira e sem sucessão.
- Teresa de Jesus Cavalcanti, solteira e sem sucessão.
- Ana Potência de Brito Cavalcanti. Casada com o Capitão Francisco Vaz da Silva, parente do supracitado José Fernandes Nogueira. Com sucessão.
- Brásia Cavalcanti Bezerra. Casada com o Capitão Félix da Costa Monteiro, filho dos supracitados Capitão-Mor Manuel Monteiro da Rocha e Francisca Leite de Oliveira. Com sucessão.

## Descendentes ilustres
- Sérgio Loreto
- Carlos de Lima Cavalcanti
- Natalício Tenório Cavalcanti de Albuquerque
- Paulo Jacinto Tenório
- Francisco Alves Cavalcanti Camboim
- Natalício Camboim de Vasconcelos
- Armando Monteiro Filho
- Joaquim Arcoverde de Albuquerque Cavalcanti
- Ulisses Lins
- Etelvino Lins
- Lourenço Cavalcanti de Albuquerque Maranhão
- André Cavalcanti d'Albuquerque
- Apolônio Sales